# Raphael Flauger
Raphael M. Flauger ist ein deutscher theoretischer Physiker und Kosmologe.
Raphael Flauger studierte Physik an der Julius-Maximilians-Universität Würzburg bis zum Vordiplom und am Imperial College London mit dem Master-Abschluss 2003. Er wurde 2009 bei Steven Weinberg an der University of Texas at Austin promoviert und war als Post-Doktorand an der Yale University und der New York University. Flauger wurde 2014 Assistant Professor an der Carnegie Mellon University und 2015 Assistant Professor an der University of Texas at Austin.
Er befasst sich mit Vorhersagen über das frühe Universum aus dem Kosmischen Mikrowellenhintergrund (CMB), insbesondere aus den Daten der Wilkinson Microwave Anisotropy Probe (WMAP) und des Planck-Weltraumteleskops. Außerdem befasst er sich mit Quantenfeldtheorien, Quantengravitation und Stringtheorie (sowohl mit phänomenologischen Modellen als auch mit formalen Aspekten).
2014 war er an der Kritik und Zurückweisung der damals aufsehenerregenden Ansprüche der Bicep2-Kollaboration (Background Imaging of Cosmic Extragalactic Polarization) beteiligt, Gravitationswellen und Hinweise auf Inflation im CMB gefunden zu haben (noch vor der Analyse des Planck-Teleskop-Teams). Damals war er am Institute for Advanced Study (2013/14). Flauger hatte als Doktorand von Weinberg in Austin die B-Moden im CMB vorhergesagt als Hinweis auf Gravitationswellen, die die Bicep2 Kollaboration meinte gefunden zu haben. Flauger arbeitete danach an phänomenologischen Stringtheorie-Modellen, die beobachtbar große B-Moden vorhersagen, während zuvor im Allgemeinen angenommen wurde, solche B-Moden würden nicht in stringtheoretischen Modellen vorhergesagt, da die damit verbundenen Energien nahe der GUT-Skala liegen. Damit eröffnete sich nach Flauger und Kollegen auch die Möglichkeit, die Stringtheorie mit CMB Daten zu überprüfen. Zum Beispiel suchte er mit Eva Silverstein und Liam McAllister nach Axion-Signalen im CMB, die  von manchen Stringtheorien vorhergesagt werden.
Für 2016 erhielt er den New Horizons in Physics Prize. 2015 wurde er Sloan Research Fellow.